# Каст (консул 142 г.)
Вижте пояснителната страница за други личности с името Каст.
Граний или Публий Раний Каст (на латински: Lucius Granius Castus) e политик и сенатор на Римската империя през 2 век.
През 142 г. той е суфектконсул с неизвестен колега.